# Dommary-Baroncourt

Dommary-Baroncourt este o comună în departamentul Meuse din nord-estul Franței. În 2010 avea o populație de 824 de locuitori.

## Evoluția populației
| An        | 1975  | 1982 | 1990 | 1999 | 2006 | 2010 |
| --------- | ----- | ---- | ---- | ---- | ---- | ---- |
| Populație | 1.015 | 825  | 705  | 705  | 806  | 824  |